# Граф Нортеск
Граф Нортеск (англ. Earl of Northesk) — наследственный титул в системе Пэрства Шотландии.

## История
Титул графа Нортеска был создан в 1662 году для Джона Карнеги (1611—1667), шерифа Форфаршира. 1 ноября 1647 году он уже получил титул графа Эти и лорда Лоура, но отказался от этих титулов в обмен на титул графа Нортеска в 1662 году.
Дэвид Карнеги, 4-й граф Нортеск (1685—1729), правнук 1-го графа, заседал в Палате лордов Великобритании в качестве шотландского пэра-представителя с 1708 по 1715 год. Его младший сын, Джордж Карнеги, 6-й граф Нортеск (1716—1792), имел чин адмирала королевского флота.
Ему наследовал его сын, Уильям Карнеги, 7-й граф Нортеск (1758—1831). Он также был адмиралом флота и третьим командующим британского флота во время Трафальгарской битвы. Лорд Нортеск также был избранным шотландским пэром-представителем в Палате лордов в 1796—1807, 1830—1831 годах. Его внук, Джордж Карнеги, 9-й граф Нортеск (1843—1891), также был одним из избранных шотландских пэров-представителей в Палате лордов (1885—1891). Его сменил его сын, Дэвид Джон Карнеги, 10-й граф Нортеск (1865—1921), также заседал в Палате лордов в качестве шотландского пэра-представителя (1900—1921). Его сын, Дэвид Карнеги, 11-й граф Нортеск (1901—1963), был шотландским пэром-представителем в Палате лордов с 1959 по 1963 год, когда все шотландские пэры получили автоматическое место в Палате лордов Великобритании. Его сменил его кузен, Джон Карнеги, 12-й граф Нортеск (1895—1975). Он был сыном подполковника Дугласа Джорджа Карнеги (1870—1937), второго сына 9-го графа Нортеска. Дэвид Карнеги, 14-й граф Нортеск (1954—2010), был одним из девяносто избираемых наследственных пэров, которые сохранили свои места в Палате лордов после принятия палатой акта о пэрах 1999 года. Он был членом консервативной партии. Он скончался, не оставив сыновей, графский титул унаследовал его дальний родственник, Патрик Чарльз Карнеги, 15-й граф Нортеск (род. 1940).
Дэвид Карнеги, 1-й граф Саутеск (1575—1658), был старшим братом Джона Карнеги, 1-го графа Нортеска. Другим известным членом рода Карнеги была Элизабет Патриция Карнеги (1925—2010), баронесса Карнеги из Лоура. Она является потомком достопочтенного Патрика Карнеги из Лоура, третьего сына 2-го графа Нортеска.
Графство названо в честь реки Норт-Эск в области Ангус. Родовое гнездо — Эти Касл в окрестностях Арброта в Шотландии.

## Графы Нортеск (1647/1662)
- 1647/1662—1667: Джон Карнеги, 1-й граф Нортеск (1611 — 8 января 1667), сын Дэвида Карнеги из Киннэрда (ум. 1598)
- 1667—1679: Дэвид Карнеги, 2-й граф Нортеск (до 1627 — 12 декабря 1679), старший сын предыдущего
- 1679—1688: Дэвид Карнеги, 3-й граф Нортеск (ноябрь 1643 — 3 октября 1688), старший сын предыдущего
- 1688—1729: Дэвид Карнеги, 4-й граф Нортеск (1675 — 14 января 1729), единственный сын предыдущего
- 1729—1741: Дэвид Карнеги, 5-й граф Нортеск (11 июня 1701 — 24 июня 1741), старший сын предыдущего
- 1741—1792: Адмирал Джордж Карнеги, 6-й граф Нортеск (2 августа 1716 — 20 января 1792), младший (третий) сын 4-го графа Нортеска
- 1792—1831: Адмирал Уильям Карнеги, 7-й граф Нортеск (19 апреля 1758 — 28 мая 1831), второй сын предыдущего
- 1831—1878: Уильям Хоптаун Карнеги, 8-й граф Нортеск (16 октября 1794 — 5 декабря 1878), второй сын предыдущего
- 1878—1891: Джордж Джон Карнеги, 9-й граф Нортеск (1 декабря 1843 — 9 сентября 1891), единственный сын предыдущего
- 1891—1921: Дэвид Джон Карнеги, 10-й граф Нортеск (1 декабря 1865 — 5 декабря 1921), старший сын предыдущего
- 1921—1963: Дэвид Людовик Джордж Хоптаун Карнеги, 11-й граф Нортеск (24 сентября 1901 — 7 ноября 1963), единственный сын предыдущего
- 1963—1975: Джон Дуглас Карнеги, 12-й граф Нортеск (16 февраля 1895 — 22 июля 1975), старший сын подполковника Дугласа Джорджа Карнеги (1870—1937) и внук 9-го графа Нортеска
- 1975—1994: Роберт Эндрю Карнеги, 13-й граф Нортеск (24 июня 1926—1994), второй сын предыдущего
- 1994—2010: Дэвид Джон Макрэ Карнеги, 14-й граф Нортеск (3 ноября 1954 — 28 марта 2010), второй (младший) сын предыдущего
- 2010 — настоящее время: Патрик Чарльз Карнеги, 15-й граф Нортеск (род. 23 сентября 1940), старший сын преподобного Патрика Чарльза Александра Карнеги (1893—1969) и внук подполковника Чарльза Гилберта Карнеги (1864—1928) и потомок 2-го графа Нортеска
  - Наследник: достопочтенный Лорд Колин Дэвид Карнеги (род. 16 августа 1942), младший брат предыдущего
    - Второй наследник: Чарльз Александр Карнеги (род. 15 августа 1975), старший сын предыдущего.